# Narmada
Narmada ili Narbada (Nerbuda) je velika rijeka u središnjoj Indija duga 1300 km
Ime Narmada rijeci je dao antički grčki zemljopisac Klaudije Ptolomej, jer je još za onog vremena bila znana kao važni trgovački put od Arapskog mora do doline rijeke Ganges.

## Zemljopisne karakteristike
Narmada izvire na obroncima masiva Maikala na istoku države Madja Pradeš.
Od tamo meandrira prema zapadu, preko brda pored grada Mandla. Nadelje se probija kanjonima preko masiva Vindhja i Satpura prema zapadu, preko država Madja Pradeš i Gujarat sve do svog velikog ušća (21 km) u Kambejskom zaljevu kod grada Bharucha
Narmada ima slijev velik oko 98 800 km², koji se proteže preko cijele sjeverne unutrašnjosti Indijskog potkontinenta

## Uloga u hinduizmu
Hindusi vjeruju da je Rijeka Narmada nastala iz tijela boga Šive, zbog toga ona u njihovim očima uživa drugo mjesto, odmah nakon Gangesa. Tako da se održava procesija od ušća Narmade - Bharucha do izvora rijeke kod Amarkantaka.

## Vanjske poveznice
|  | Zajednički poslužitelj ima još gradiva o temi Narmada |

- Narmada River na portalu Encyclopædia Britannica (engl.)